# Масен, Боб
Боб Масен (нидерл. Bob Maesen; 24 мая 1976, Нерпелт) — бельгийский гребец-байдарочник, выступал за сборную Бельгии на всём протяжении 2000-х годов. Участник трёх летних Олимпийских игр, серебряный призёр чемпионата мира, победитель многих регат национального и международного значения.

## Биография
Боб Масен родился 24 мая 1976 года в муниципалитете Нерпелт провинции Лимбург. Активно заниматься греблей начал с раннего детства, проходил подготовку в местном спортивном клубе «Нерпелтсе».
Благодаря череде удачных выступлений удостоился права защищать честь страны на летних Олимпийских играх 2000 года в Сиднее — в одиночках на тысяче метрах сумел дойти лишь до стадии полуфиналов, где финишировал пятым.
Первого серьёзного успеха на взрослом международном уровне добился в 2003 году, когда попал в основной состав бельгийской национальной сборной и побывал на чемпионате мира в американском Гейнсвилле, откуда привёз награду серебряного достоинства, выигранную в зачёте двухместных байдарок на дистанции 1000 метров совместно с напарником Ваутером Д’Хане — в итоге их обошёл только шведский экипаж Маркуса Оскарссона и Хенрика Нильссона. Будучи одним из лидеров гребной команды Бельгии, благополучно прошёл квалификацию на Олимпийские игры 2004 года в Афинах — здесь в двойках на тысяче метрах они с Д’Хане дошли до финала и показали в решающем заезде пятый результат, немного не дотянув до призовых позиций.
После двух Олимпиад Масен остался в основном составе бельгийской национальной сборной и продолжил принимать участие в крупнейших международных регатах. Так, в 2008 году он отправился представлять страну на Олимпийских играх в Пекине — на сей раз стартовал на километре вместе с новым напарником Кивином де Бонтом, добрался до стадии полуфиналов, где стал на финише четвёртым. Вскоре по окончании этих соревнований принял решение завершить карьеру профессионального спортсмена, уступив место в сборной молодым бельгийским гребцам.